# Césped

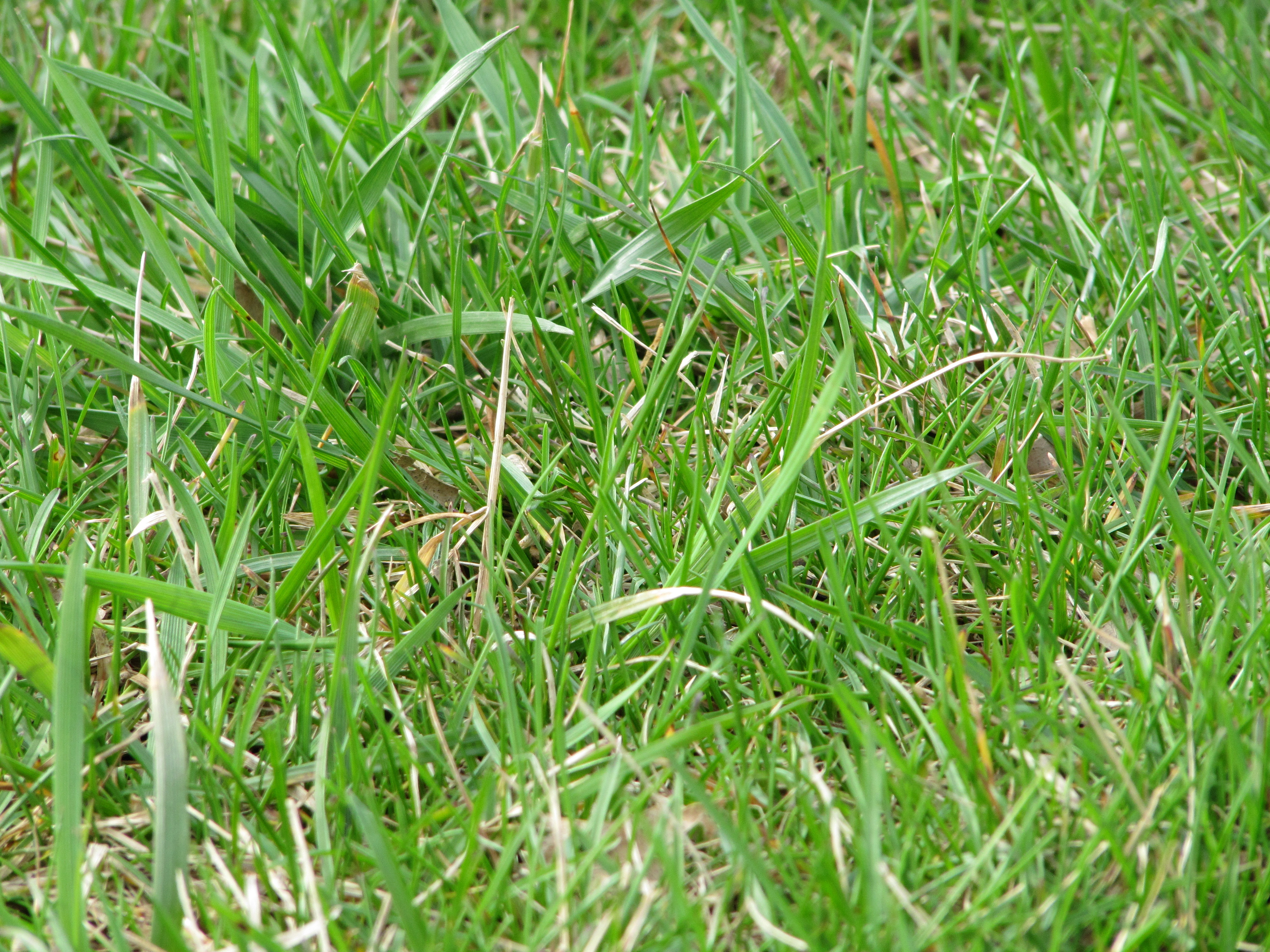
Césped silvestre.

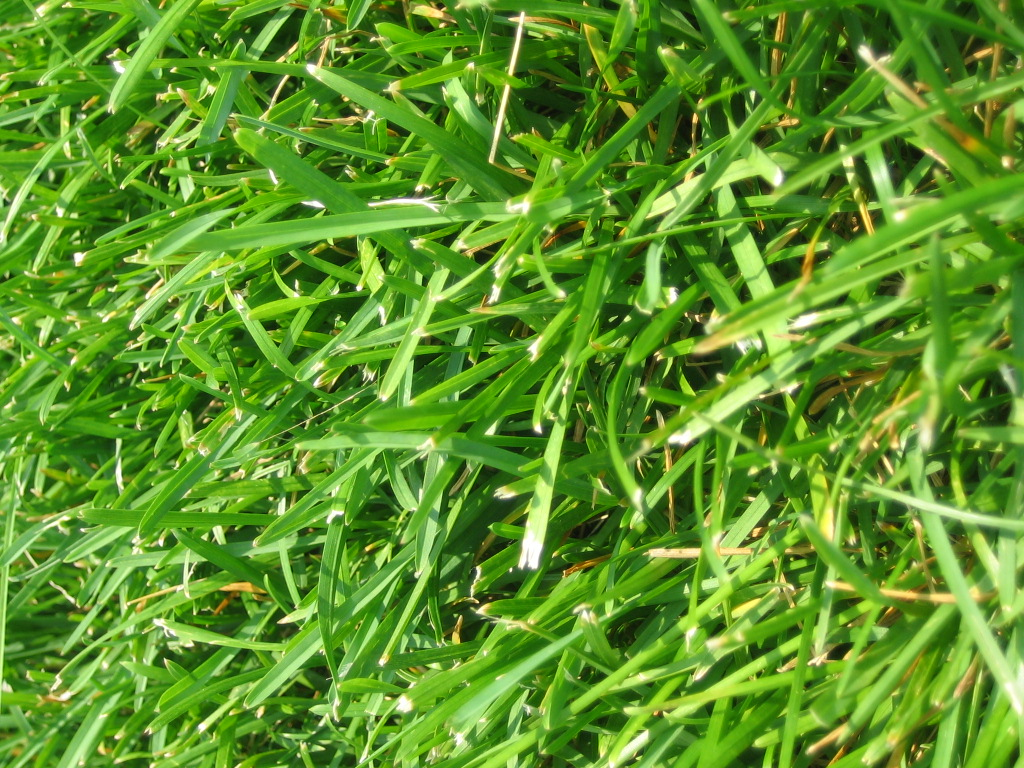
Césped podado.

Se da el nombre de césped, grama, hierba, pasto, zacate o monte (en Venezuela) a las especies de gramíneas (familia Poaceae) que crecen formando una cubierta densa y verde. Se utilizan como plantas ornamentales en prados y jardines o como terreno para la práctica de diversos deportes y actividades recreativas de campo.

## Especies de césped
Entre las más frecuentes se encuentran:
- En climas templados y húmedos:
  - Agrostis canina: agróstide común o chépica.
  - Agrostis stolonifera: césped de Cumberland.
  - Armeria maritima: césped francés o clavelina de mar.
  - Festuca rubra (en particular la subespecie Festuca rubra subsp. conmutata): cañuela roja, festuca roja.
  - Lolium arundinaceum: cañuela alta.
  - Lolium perenne: raigrás inglés, césped inglés, ballico o ballica inglesa.
  - Poa nemoralis: poa de los bosques.
  - Poa pratensis: poa de los prados, pasto azul de Kentucky, grama de prados o pasto piojillo.
  - Poa trivialis: poa común.
- En climas secos o subtropicales:
  - Cenchrus clandestinus: kikuyo, grama gruesa o césped africano.
  - Cynodon dactylon: césped de las Bermudas o gramilla.
  - Stenotaphrum secundatum: grama americana, gramón, gramillón, lastón, hierba de San Agustín o césped de San Agustín.
  - Paspalum notatum: hierba bahía o césped bahía.
  - Zoysia japonica: césped japonés.
  - Axonopus compressus: grama brasileña o grama bahiana.

## Césped en los deportes

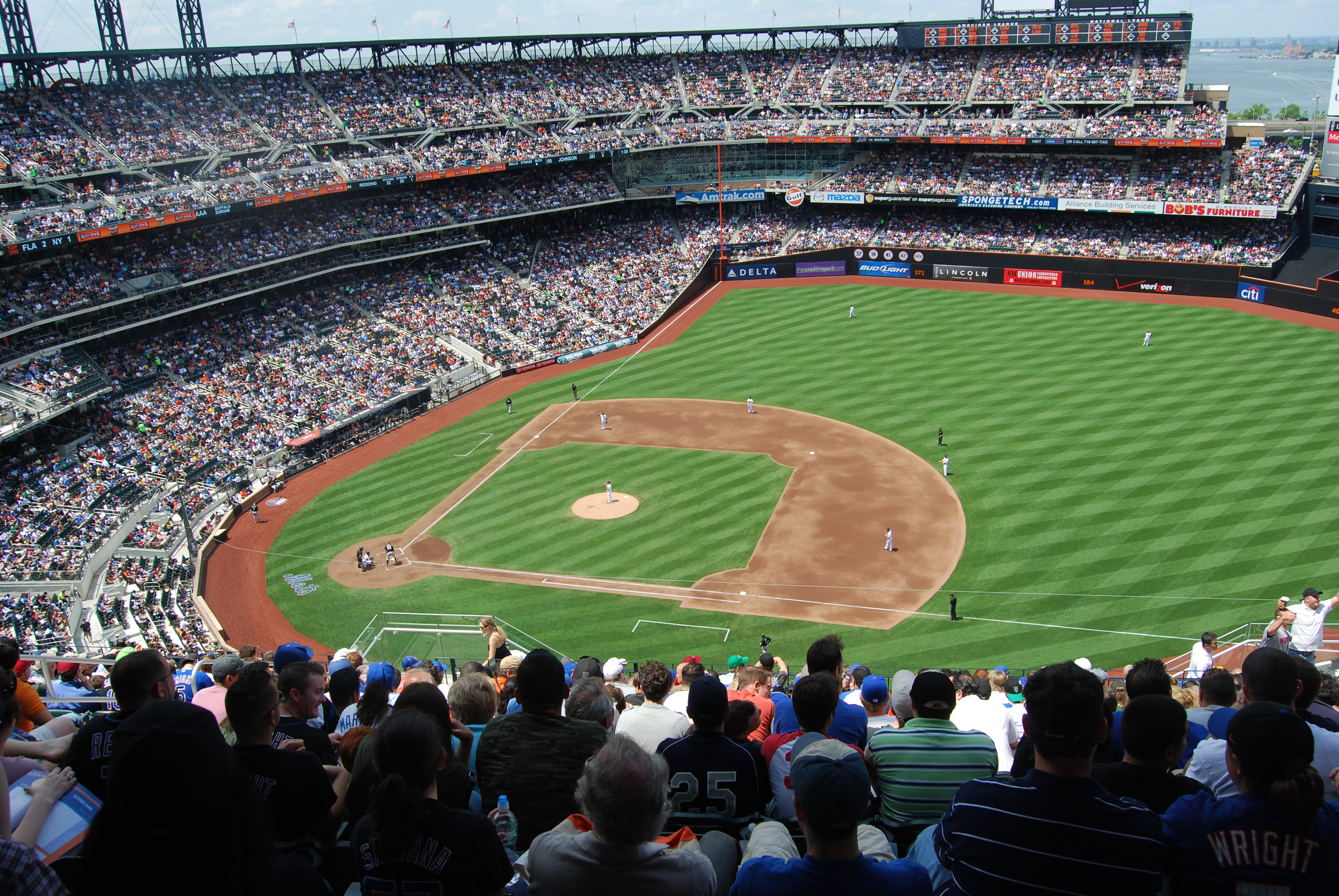
Campo de césped en un estadio de béisbol.

El césped es muy importante en muchas competiciones deportivas; cabría destacar aquellas que se celebran en recintos abiertos, al aire libre. Particularmente, el césped es el elemento utilizado en el deporte más seguido del mundo, el fútbol, no solo por la belleza natural, sino por sus cualidades de cubierta que no otorga fricción al roce. Además, es fundamental en deportes tan conocidos como el rugby, el golf, el béisbol, el hockey sobre césped, o el tenis, donde uno de los torneos más importantes y prestigiosos se disputa en esta superficie: el Torneo de Wimbledon.
El mantenimiento de estas cubiertas vegetales debe ser constante en el corte, un buen suministro hídrico, y con amplios conocimientos de los requerimientos de fertilizantes, abonos y pesticidas y comportamiento frente a las temperaturas locales.
En muchas ocasiones, el césped no está plantado directamente sobre el suelo del estadio, sino que es transportado enrollado en tepes cultivados de un año, aproximadamente.